# Église Saint-Louis du Raincy
L'église Saint-Louis du Raincy est un lieu de culte catholique situé allée de l'Église au Raincy, dans le département de la Seine-Saint-Denis, près de Paris.
Son emplacement est attenant à celui de l'ancienne pièce d'eau du parc à l'anglaise (XVIIIe siècle) du château du Raincy créé pour le duc d'Orléans. Cette pièce d'eau a été comblée en vue de l'aménagement de l'actuelle place des Fêtes.

## Historique

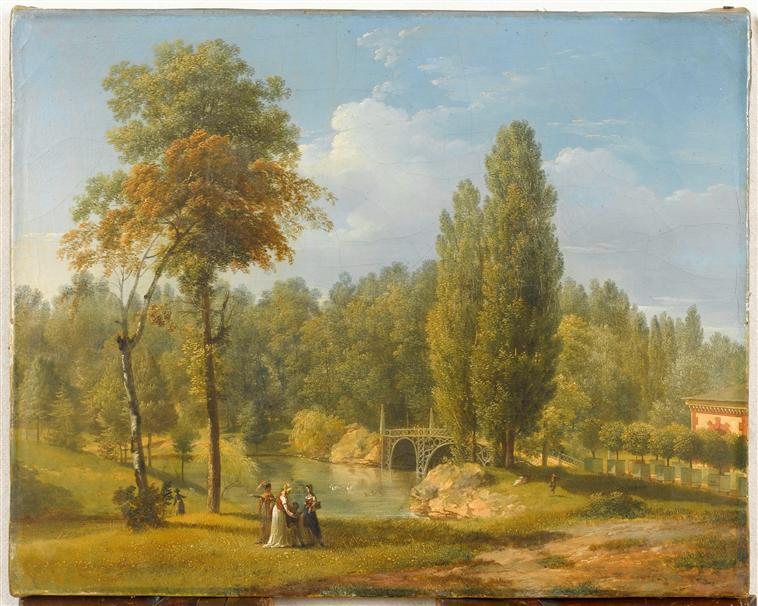
Pierre-Antoine Marchais (1763-1859), Vue du parc du Raincy (vers 1814) du côté de la pièce d'eau.

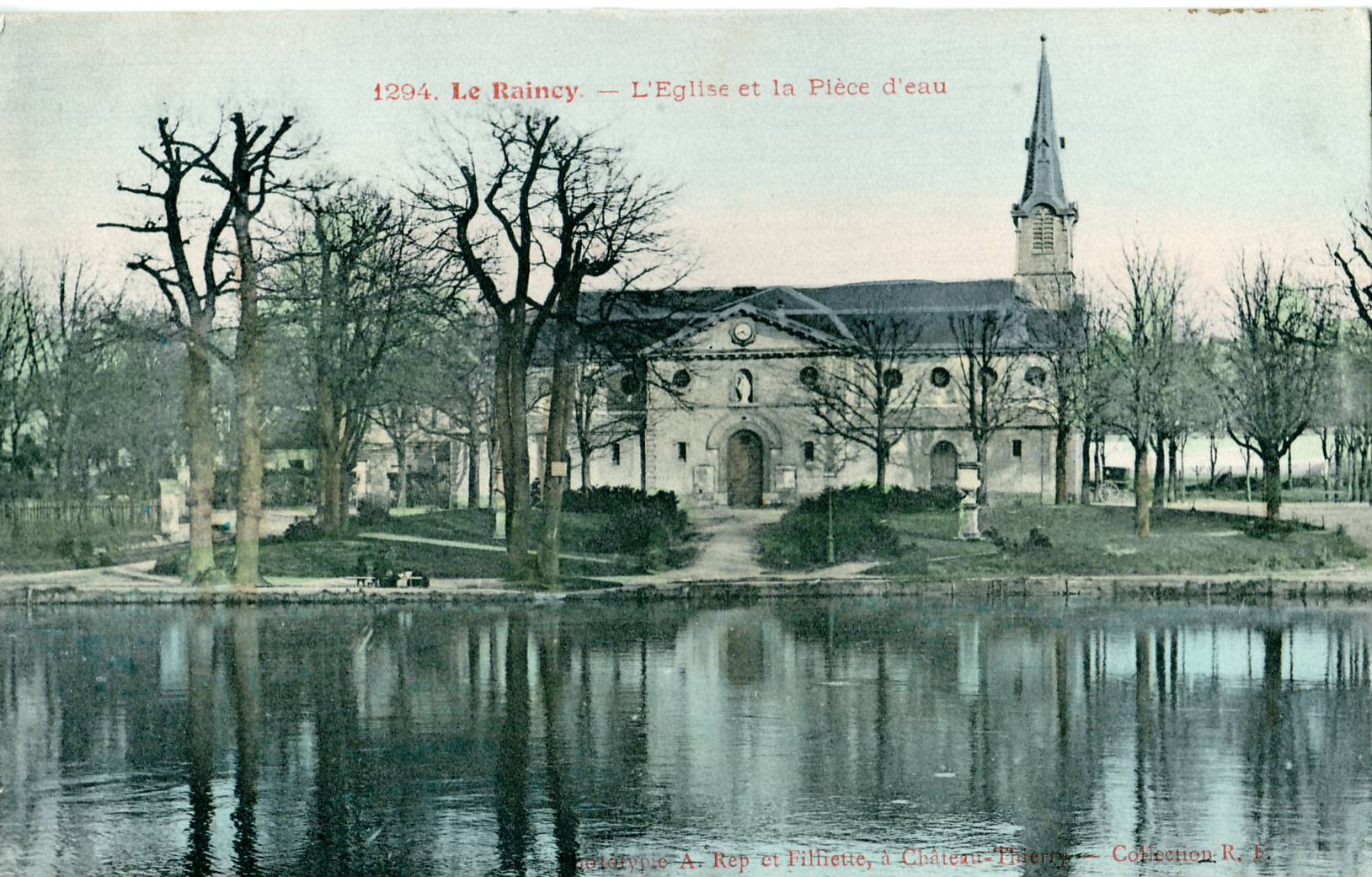
Le Raincy: L'église et la pièce d'eau.

L'église Saint-Louis du Raincy n'est à son origine qu'une simple chapelle consacrée à saint Louis le 13 juin 1858 qui dépend de la paroisse de Livry. Elle occupe une grange ou un corps de logis de l'ancienne ferme du parc du château, transformé à cet effet en lieu de culte. En 1866, Mgr Mabile, évêque de Versailles, l'érige en paroisse. Le clocher a été ajouté en 1869.
La supposition avancée que le bâtiment, anciennement connu sous la dénomination grange de « la ferme anglaise » aurait pu être édifié sous l'impulsion de l'architecte et paysagiste écossais Thomas Blaikie (1751-1838), invité vers 1786 par le duc d'Orléans et chargé de remodeler le parc relève du domaine de l'hypothèse. Elle n'a été ni confirmée ni infirmée.
L'intérieur de l'église Saint-Louis-du-Raincy renferme deux statues appartenant à l'État. Mises en dépôt ici en 1903, elles sont placées de part et d'autre de l'autel : à gauche, la Vierge à l'Enfant (exposée au Louvre en 1848), statue en terre cuite réalisée par le statuaire stéphanois Étienne Montagny (1816-1895) ; à droite, L'ange gardien offrant à Dieu un pêcheur repentant, statue en marbre sculptée par Honoré-Jean-Aristide Husson (1803-1864).